# SGI Octane 2
L'Octane 2 de Silicon Graphics (qui a succédé à la très similaire SGI Octane) est une station de travail UNIX produite par SGI. Elle se distingue de l'O², sa « petite sœur » en matière de performances, par sa gestion multi-processeurs.
Comme l'ensemble des stations de travail de la série Octane, elle est capable de SMP (Symmetric Multi Processing : jusqu'à deux processeurs identiques fonctionnent en parallèle), technique originellement basée sur le processeur MIPS R10000. L'Octane2 utilise plus précisément soit le R12000, soit le R14000. Elle offre plusieurs améliorations par rapport à l'Octane : ont été revues l'alimentation électrique, la carte-mère et Xbow[Quoi ?]. L'Octane2 est fournie avec le sous-système graphique VPro et supporte toutes les cartes graphiques VPro (V6, V8, V10 et V12).
Les dernières révisions de l'Octane incluent certaines des améliorations citées ci-dessus. Ces machines partageaient le nom de code Racer ou Speedracer au sein de SGI.
L'Octane a succédé directement à la SGI Indigo2, et a elle-même été remplacée dans le catalogue du constructeur par la SGI Tezro. SGI a supprimé l'Octane2 de son catalogue le 26 mai 2004, et en a cessé la production le 25 juin 2004. Le support technique pour le parc de machines existant a cessé en juin 2009.
L'Octane et l'Octane2 fonctionnent avec le système d'exploitation du même constructeur : IRIX 6.5 (il s'agit d'un Unix). Un portage spécifique de Linux existe pour l'Octane. Le design de ces stations aux courbes arrondies et aux couleurs peu courantes dans le monde de l'informatique est caractéristique du constructeur SGI.

## Domaines d'applications
L'Octane2 est surtout connue pour être utilisée dans l'industrie cinématographique, pour les effets spéciaux (Shake, Flame), pour la modélisation et pour l'animation 3D (Maya, Softimage), mais elle est aussi utilisée pour la visualisation de données complexes (domaine médical, sismique, météorologique), la conception assistée par ordinateur (CATIA), le design (StudioTools) ainsi que la simulation (analyse d'élément finis, domaine militaire).